# Antoni Ludwik Czeczel
Antoni Ludwik Czeczel herbu Jelita – chorąży zwinogrodzki w 1766 roku, podczaszy zwinogrodzki w 1750 roku, podwojewodzi bracławski w 1748 roku, komornik ziemski bracławski w 1740 roku, sędzia grodzki bełski w 1767 roku.

## Życiorys
W załączniku do depeszy z 2 października 1767 roku do prezydenta Kolegium Spraw Zagranicznych Imperium Rosyjskiego Nikity Panina, poseł rosyjski Nikołaj Repnin określił go jako posła wrogiego realizacji rosyjskich planów na sejmie 1767 roku, poseł województwa bracławskiego na sejm 1767 roku.